# Şərur (rayon)
Şərur (ook geschreven als Sharur) is een district in Azerbeidzjan.
Şərur telt 107.400 inwoners (01-01-2012) op een oppervlakte van 810 km²; de bevolkingsdichtheid is dus 133 inwoners per km².